# Гебан (книга)
Гебан — книжка польського журналіста Ришарда Капусцінського, яку видали 1998 року. Це збірка художніх репортажів з різних країн Африки.
Ришард Капусцінський під час подорожей Африкою (зокрема він відвідав Ефіопію, Танзанію, Нігерію, Гану) між 1958 року та початком 1960-х років описував власний досвід (польський та європейський) перебування в цих країнах, що охоплені полум'ям революцій, політичних потрясінь та війн.
«Гебан» написаний в стилі, в якому репортаж переплітається з прозою, тож у ньому відчувається дух художнього репортажу. Це десяток різних репортажів — менших і більших, динамічних і повільних, сумних й веселих. Кожний розділ це нова історія, нові люди, нові події, нові загрози. Також у книжці багато порівнянь життя африканців і європейців. Наприклад, в африканців «своє» сприйняття часу, для них він є категорією значно вільнішою, гнучкішою, і що головне, суб'єктивнішою. Вони вважають, що конкретно людина впливає на формування часу, на його перебіг і ритм.
«Існування часу виражається через події, а те, чи подія відбувається, чи ні, залежить від людини. Якщо дві армії не зійдуться в битві, то битва не відбудеться (тобто час не проявиться, не постане)».
Капусцінський у самій книжці стверджує, що називати всі ті країни Африкою — неправильно. Це не монолітне суспільство, не одне суспільство, а великий простір, багатошарова планета, «окремий космос». Це можна помітити в окремих деталях, які автор розкидав про культуру африканців (а точніше окремих племен, тільки в одній державі може існувати кілька десятків). Також письменник у тексті наголошує на релігійності, яким просякнуте внутрішнє життя людей, побут та їхні дії.